# Cantonul Poitiers-7
Cantonul Poitiers-7 este un canton din arondismentul Poitiers, departamentul Vienne, regiunea Poitou-Charentes, Franța.

## Comune
| Comune                | Populație (1999) | Cod poștal | Cod INSEE |
| --------------------- | ---------------- | ---------- | --------- |
| Chasseneuil-du-Poitou | 4 497            | 86360      | 86062     |
| Montamisé             | 3 031            | 86360      | 86163     |
| Poitiers              | 89 253           | 86000      | 86194     |